# Сражение при Орискани
Сражение при Орискани (англ. Battle of Oriskany) — одно из сражений Саратогской кампании американской войны за независимость, которое произошло 6 августа 1777 года. В тот день отряд американских лоялистов и несколько сотен индейцев ирокезских племён устроили засаду отряду американской армии, который шёл на помощь осаждённому форту Стенуикс. Большинство участников этого сражения были американцами: «патриоты» и союзные им индейцы онайда сражались против лоялистов и ирокезов. Отряд американских «патриотов» насчитывал примерно 800 человек ополченцев округа Трайон при поддержке примерно 60 индейцев онайда. Они попали в засаду примерно в 10 километрах от форта Стенуикс около Орискани — селения индейцев онайда. «Патриоты» понесли большие потери, а генерал Херкимер был тяжело ранен, но сохранил хладнокровие и построил уцелевшие части своего отряда на оборонительной позиции. В это время гарнизон форта Стенуикс сделал вылазку и сжёг лагерь индейцев, которые из-за этого события стали покидать армию лоялистов.
Сражение привело к длительной вражде между индейцами онайда и их противниками в сражении, индейцами сенека и мохок, а также между колонистами и лоялистами.

## Предыстория
Летом 1777 года британская армия под командованием генерала Джона Бергойна наступала из Канады на Олбани, и одновременно с ним небольшой отряд под командованием Бэрримора Сен-Легера наступал от озера Онтарио по долине реки Мохок к Олбани. И король и госсекретарь лорд Джермейн считали наступление Сент-Легера важным элементом всей кампании. Но отряд Сент-Легера имел два слабых места: большой процент ненадёжных канадских ополченцев и большой контингент индейцев, которых удалось убедить, что кампания будет лёгкой, с хорошими шансами на добычу. 26 июня 1777 года Сент-Легер покинул лагерь под Монреалем, поднялся вверх по реке Святого Лаврентия и сделал остановку при входе в озеро Онтарио. Единственным возможным препятствием виделся форт Стенуикс, который контролировал дорогу от Онтарио к Олбани. Сент-Легер послал на разведку отряд, который донёс, что американцы активно работают над укреплением форта. Это встревожило Сент-Легера, у которого не было осадных орудий, но он усомнился в достоверности полученной информации и решил продолжать поход.
17 июля стало известно о взятии форта Тикондерога, поэтому Сент-Легер возобновил марш, прошёл озеро Онейда и 3 августа подошёл к форту. Это был деревянный, бастионный форт, гарнизон которого насчитывал 750 человек под командованием Питера Генсвурта. Сент-Легер потребовал капитуляции форта, но получил отказ. Это значило, что предстоит долгая осада, и выйти к Олбани быстро не получится. Сент-Легер приступил к осаде форта Стенуикс. Он построил лагерь в 1000 метрах от форта и соорудил три батареи по три орудия на каждой в 600 метрах на северо-восток от форта.
Известия о появлении армии Сент-Легера на озере Онейда достигли округа Трайон, поэтому генерал Николас Херкимер (командир ополчения округа) срочно созвал ополченцев. На его призыв откликнулись не только ополченцы, но и члены Комитета общественного спасения округа, которые записались в его отряд добровольцами и офицерами. Местом сбора был назначен форт Дейтон в местечке Джерман-Флэттс, в 32 милях от форта Стенуикс. Херкимеру удалось собрать 800 человек, которых он разделил на 4 полка по 175 человек в каждом, и назвал их по имени местности, откуда они прибыли: «Пфальц», «Канхохари», «Мохок» и «Джерман-Флэттс». Он хотел дождаться подхода дополнительных рот, но его отряд, набранный из фермеров и не знакомый с дисциплиной, потребовал незамедлительно наступать к форту. Вечером 5 августа он прибыл к селению Ориска или Орискани.
Херкимер предполагал атаковать противника у форта одновременно с атакой из форта, поэтому в ночь на 6 августа он послал в форт гонца с просьбой дать три залпа из орудий в знак того, что его сообщение получено. Ночью сигнала не было, и Херкимер ждал до утра, но сигнала всё ещё не было слышно. Осторожный Херкимер решил дожидаться сигнала, но офицеры его отряда обвинили его в трусости и настояли на продолжении марша к форту.
Индейскими отрядами, осаждавшими форт Стенуикс, командовал вождь Джозеф Брант. Его сестра Молли жила в долине реки Мохок и видела приготовления Херкимера. Она сразу написала письмо брату, которое было доставлено Бранту вечером 5 августа. В письме было подробно описан состав и организация отряда Херкимера. Брант сразу показал письмо Сент-Легеру. У того не было под рукой регулярных частей, которые были заняты на строительстве дороги, поэтому он отправил на перехват Херкимера всего 80 европейцев и всех индейцев, под общим командованием Джона Джонсона. Европейский контингент состоял в основном из солдат Королевского нью-йоркского полка. В этом отряде почти не было регуляров, но его командиры, Брант и Джонсон, хорошо знали местность. Из письма Молли они точно знали численность колонны Херкимера и знали, что они собираются сделать остановку в Орискани.
Брант предложил устроить засаду и внезапно напасть на колонну Херкимера. Но Джонсон возражал. Он понимал, что обе армии состоят в основном из жителей долины Мохок, и ожесточённое сражение между соседями может привести к конфликту, который затянется на много поколений. Он предлагал встретиться с ополченцами и уговорить их разойтись. Но наступление Херкимера представляло серьёзную опасность, поэтому Сент-Легер принял сторону Бранта и ему было поручено разработать план атаки. Брант знал, что Херкимер поведёт свой отряд по дороге Олбани-Стенуикс вдоль реки Мохок. В одном месте дорога шла через высоту, разрезанную двумя глубокими низинами. Брант решил напасть в тот момент, когда голова колонны будет переходить западную низину, а хвост колонны будет ещё в восточной. Европейскому контингенту было приказано блокировать путь на запад. Точно не известно, сколько человек было в распоряжении Бранта и Джонсона, но по примерным оценкам у них было 700 человек.

## Сражение
Перепалка с офицерами перед началом марша к форту повлияла на настроение Херкимера, который недостаточно внимательно построил свою колонну. Индейцы онайда должны были бы быть использованы для охранения фронта и флангов, но вместо этого они встали в середине колонны, перед 4-м полком (Джерман-Флэтс), с рядовыми которого у них были хорошие отношения. Первым в колонне шёл 1-й полк полковника Кокса, за ним 2-й полк, потом индейцы, Херкимер со штабом, потом 4-й полк Беллингера, и в конце 3-й полк Фискера (Фишера), разделённый на две части для охраны обоза. Поставить полк Кокса в голове колонны тоже было ошибкой. Лучше было разместить там полк Беллингера, более дисциплинированный и лучше сработавшийся с онайда. Когда около 10:00 полк Кокса начал приближаться к западной низине, Кокс послал вперёд отряд в 20 человек в качестве передового охранения. Эти люди заметили небольшой ручей и сразу же, забыв о дисциплине, бросились к нему за водой. О дисциплине забыли и лоялисты армии Джонсона: один из них не выдержал и выстрелил по передовому отряду, а потом огонь открыли и все остальные. Передовой отряд был уничтожен почти сразу. Среди погибших оказался и один из вождей онайда, Томас Спенсер.
Сражение пошло не совсем так, как надеялся Джонсон, но эффект внезапного нападения был сильным: плохо обученные ополченцы в первый момент растерялись. Даже их мушкеты на марше были не заряжены. Полковник Эбенезер Кокс, который находился в голове своего полка, попытался навести порядок, но получил смертельное пулевое ранение. Херкимер сам отправился в начало колонны, но получил тяжёлое пулевое ранение в левую ногу. Под ним была убита лошадь, которая падая, придавила собой седока. Несколько человек сумели оттащить его в лес на северной стороне дороги перевязать его ногу. В это время мохоки атаковали полк Фискера у обозов и почти сразу обратили полк в бегство. Ополченцы Фискера оставили обоз и бросились бежать по дороге на восток. Мохоки настигали их, убивали и скальпировали. Весь обоз попал в руки индейцев, хотя им и не удалось полностью отрезать противнику путь отступления.
Сражение, в котором индейцы воевали против индейцев и американцы против американцев, было исключительно ожесточённым. Некоторые люди Херкимера пытались сдаться в плен, но индейцы убивали и их. Патриотам не оставалось ничего иного, кроме как сражаться насмерть. Один из индейцев онайда зарубил девять мохоков, прежде чем был убит сам. В этой обстановке Херкимер сохранил ясность мысли несмотря на тяжёлое ранение, его прислонили к дереву на северной стороне дороги ближе к восточной низине, и с этой позиции он руководил боем. Он отдавал приказы спокойно и уверенно, и постепенно сумел собрать уцелевших ополченцев на небольшой высоте и построить их, всего около 300 человек, в круговую оборону. Его пытались вынести с поля боя, но он сказал: «Нет! Я останусь лицом к врагу!». Прошло всего полчаса с начала боя, а он потерял уже половину своего отряда. Одной-двумя удачными атаками лоялисты могли полностью покончить с ополченцами. Джонсон понимал это и бросил в атаку свой Нью-Йоркский полк, но после короткого рукопашного боя лоялисты были отброшены.
Сражение затягивалось, и это начинало воздействовать на настроение индейцев. Традиционно они придерживались тактики быстрых атак и отступлений, поскольку при своей небольшой численности не могли себе позволить больших потерь. По мере роста числа потерь индейцы с обеих сторон начали покидать поле боя. Оставшиеся предлагали Джонсону и Бранту или быстро покончить с противником, или отступить к форту. Джонсон понял, что может потерять контроль над индейцами и противник ускользнёт, поэтому поскакал к форту за подмогой. В этот момент хлынул сильный ливень, и сражение прекратилось на целый час. Сент-Легер, узнав о происходящим, отправил на поле боя ещё 75 человек.

### Атака Уиллета
Пока шёл бой, генерал Генсвурт собрал 250 человек, чтобы выступить ему навстречу. Как и просил Херкимер, был дан тройной залп из орудий. Это произошло примерно в 13:00, когда начался ливень. Этот ливень задержал выступление, поэтому только в 14:00 отряд покинул форт под командованием Маринуса Уиллета. Уиллет отправился к югу от форта и сразу обнаружил покинутый индейцами лагерь, в котором осталось всё их имущество, несколько воинов, женщин и детей. Уиллет приказал сжечь лагерь, забрав из него всё ценное. Было убито несколько индейцев, захвачено в плен четверо лоялистов и взято много полезного имущества, в том числе множество документов и пять знамён. Уиллету пришлось нарушить свои планы, отменить марш на соединение с Херкимером и вернуться в форт со всем захваченным имуществом. Во время этой вылазки он не потерял ни одного человека.
Только из допроса пленных Генсвурт и Уиллет узнали, что Херкимеру устроена засада. Было решено, что идти на помощь Херкимеру слишком опасно. Историк Кевин Уэддл писал, что вылазка Уиллета принесла Херкимеру больше пользы, чем если бы Уиллет действительно пришёл ему на помощь. Слухи о нападении на лагерь очень быстро дошли до индейцев, которые в это время, после прекращения ливня, снова вели бой с отрядом Херкимера. Когда слухи подтвердились, индейцы начали один за другим покидать поле боя и возвращаться в свой лагерь. Примерно в 15:00 Джонсон понял, что необходимо закончить сражение, иначе он останется без индейцев. Он решился на последнюю атаку. Он приказал своим людям вывернуть камзолы наизнанку, белой подкладкой наружу, чтобы они стали похожи на форму солдат Континентальной армии, и отправил их в походной колонне на позицию Херкимера. Этот приём почти сработал, но в последний момент ополченцы распознали обман и открыли по колонне огонь почти в упор. Это была последняя атака. Индейцы бросили Джонсона, который был вынужден собрать своих людей и вернуться в лагерь.

## Последствия
Сражение при Орискани длилось пять или шесть часов и стало самым кровопролитным сражением той войны, учитывая численность задействованных войск. Патриоты потеряли примерно 500 человек убитыми, ранеными и пленными (из них 160 убитыми), примерно 62 % своих сил. Командующий американскими силами в этой битве Николас Херкимер скончался от ран спустя 10 дней после сражения. В его честь был назван округ Херкимер в штате Нью-Йорк.
Лоялисты и индейцы потеряли 70 человек, 15 % задействованных сил. Это было немного в сравнении с чудовищными потерями Херкимера, но для непривычных к потерям индейцев это был сильный удар. Они потеряли не только много воинов, но и почти всю свою добычу и провизию.